# 匹候跋
匹候跋（？—394年），郁久闾氏，地粟袁的长子，是4世纪柔然部落的首领。
父亲地粟袁死后，匹候跋继位，居于东边，据有河套东北、阴山以北一带。而地粟袁次子缊纥提统率西边。前秦苻坚灭掉代国的拓跋什翼犍之后，缊纥提投靠了刘卫辰。拓跋珪复国之后，391年，派兵讨伐柔然，追至大碛南床山（今席勒山）下，大破柔然，虏其半部。匹候跋及部帅屋击各自收整剩余的部落分道逃走。长孙嵩追至平望川，擒斩屋击。长孙肥追至涿邪山，匹候跋不敌，举全部落请降，于是他留居漠北，屋击被杀，缊纥提降魏，曷多汗、诘归之、斛律、社崘被俘。
394年，缊纥提的儿子社崘与数百人投奔匹候跋，匹候跋让他住在汗庭南五百里，令其四子监视。不久，社崘率他的私人部下抓住匹候跋四子，袭击并抓住了匹候跋。匹候跋其余诸子收整余众，逃亡依附高车斛律部。社崘很狡诈，一个多月后，释放匹候跋，让其诸子回来，欲聚而歼灭。社崘秘密举兵袭杀了匹候跋。匹候跋的儿子启拔、吴颉等十五人归降了拓跋珪。